# Aphanogmus triozae
Aphanogmus triozae är en stekelart som beskrevs av Paul Dessart 1978. Aphanogmus triozae ingår i släktet Aphanogmus och familjen pysslingsteklar. Inga underarter finns listade i Catalogue of Life.